# Erin Allin O’Reilly
Erin Allin O’Reilly ist eine US-amerikanische Schauspielerin.

## Leben
Erin Allin O’Reilly studierte Theater und Englisch am Boston College. Ihr Kinodebüt gab sie 2005 im Film The Legacy of Walter Frumm. Es folgten diverse Rollen in Fernsehserien wie The Big Bang Theory, Heroes und Navy CIS sowie im Film Dumm und Dümmehr.
2012 heiratete sie Scott David Brooks in Santa Barbara, Kalifornien.

## Filmografie (Auswahl)
- 2005: Adjusting Arbie (Kurzfilm)
- 2005: The Legacy of Walter Frumm
- 2007: 12 Miles of Bad Road (Fernsehserie, eine Folge)
- 2007: Twisting Fate (Kurzfilm)
- 2007–2008: The Big Bang Theory (Fernsehserie, zwei Folgen)
- 2008: Without a Trace – Spurlos verschwunden (Without a Trace, Fernsehserie, eine Folge)
- 2008: Reich und schön (The Bold and the Beautiful, Fernsehserie, eine Folge)
- 2008: Zoey 101 (Fernsehserie, eine Folge)
- 2008: Zeit der Sehnsucht (Days of Our Lives, Fernsehserie, eine Folge)
- 2009: Heroes: Slow Burn (Miniserie, zwei Folgen)
- 2009: Fantasy Over Reality
- 2009–2010: Heroes (Fernsehserie, drei Folgen)
- 2010: Wid Winner and the Slipstream
- 2012: American Horror Story (Fernsehserie, eine Folge)
- 2012: Die Stooges – Drei Vollpfosten drehen ab (The Three Stooges)
- 2013: Singled! (Miniserie, eine Folge)
- 2014: Navy CIS (NCIS, Fernsehserie, zwei Folgen)
- 2014: Dumm und Dümmehr (Dumb and Dumber To)
- 2014: And I Quote (Kurzfilm)
- 2014: Simon Says (Kurzfilm)
- 2014: Grey’s Anatomy (Fernsehserie, eine Folge)
- 2016: Monkey Up